# 미국의 법학전문대학원
미국의 법학전문대학원(law school)은 법조인을 양성하는 전문대학원이다. 미국같은 경우에는 법학이 학부에 없으므로 법은 로스쿨에서 배운다.
미국에서는 법학전문대학원을 졸업하면 Juris Doctor (법무박사)학위가 수여된다. 미국 변호사 협회(ABA)는 공식적으로 J.D.와 Ph.D.를 동등한 취급을 받는 박사 학위로 인정하고 있고, 미연방법상 J.D.는 master's degree (석사)가 아니라 doctoral degree (박사)로 분류한다. 미국의 J.D.를 취득한 후에 일반대학원의 철학박사(Ph.D.)처럼 학계 진출도 가능하다. 반면, 대한민국 법학대학원의 J.D.는 '법학전문석사' 학위로 전문석사 학위로 분류한다.
대부분의 주에서는 변호사시험 응시자격을 법무박사(JD) 과정 졸업자로 제한하며, 일부 주에서는 해외의 법학 학사를 취득한 후 법학석사(LL.M.)를 취득한 사람에 대하여도 변호사시험 응시자격을 인정하고 있다. 반면 1년 과정인 법학석사(LL.M.; Legum Magister) 및 비교법석사(M.C.L.; Master of Comparative Law) 과정, 법률과학박사 (Doctor of Juridical Science) 등, 그 외에 예일 대학교 로스쿨에서는 법학박사(Ph.D. in Law)과정들은 미국변호사가 되기 위한 과정이 아니다. 법학석사(LL.M.) 과정, 법률과학박사(S.J.D.) 과정은 주로 해외에서 법을 공부한 외국인의 미국에서의 법학 교육을 위한 학위과정이며, 많은 학교는 J.D. 학위소지자의 LL.M.과 S.J.D. 지원 자격을 인정하지 않는다. 
JD 과정에 지원하기 위한 전공의 제한은 없으며, LSAT 시험을 봐야 한다 (LL.M. 과 S.J.D. 는 미국 변호사 되는 과정이 아니므로 LSAT이 필요없다). 미국 로스쿨은 실무와 법률문제 해결능력에 초점을 맞추는 교육을 하는 것으로 유명하다. 미국과 한국의 로스쿨 제도는 대체적으로 비슷하나 학위제도와 변호사 시험의 역할과 같이 다른 점들도 많다.

## J.D. (Juris Doctor), 3년

### 명칭
미국 로스쿨의 J.D.(Juris Doctor)는 로스쿨 학생을 법률가로 양성하는 기본 과정이자 대부분의 미국 변호사에게는 최종 학위로 전반적인 법 지식을 3년간 배운다. 법률 지식 주입보다는 법률 적용과 법률가로써 생각하는 방법을 강조한다. 법학전문석사 학위이며 학부를 졸업하면 학사 상태로 법학전문석사(J.D.) 과정에 입학할 수 있다. 법학전문대학원(로스쿨)과 유사한 의학전문대학원(메디컬스쿨) 졸업시 수여되는 의사 M.D.(Medical Doctor)와 같은 개념이다. 로스쿨과 메디컬스쿨에서 수여되는 학위는 학문적인 학위라기보다는 전문직 학위(professional degree)이다. 원래 미국 로스쿨 정규과정은 LL.B.(법학 학사)로 불렸으나 1960년대말부터 모든 미국 로스쿨들이 LL.B.의 명칭을 J.D.로 바꾸어 J.D.를 수여해왔다. 일반적으로 미국 로스쿨 교수들은 J.D.를 가진 채 다양한 실무 경력을 쌓거나 인접학문 Ph.D를 소지하고 있다. 미국에서는 예일대 또는 워싱턴대학 등 소수 대학만 Ph.D in Law (법학박사) 가 있기 때문에 일반적으로 해외 법률가들은 학술학위로서 S.J.D.를 취득하여 법학자가 된다. 왜냐하면 통계상 대다수의 학교에서는 Ph.D in Law 가 없고, S.J.D.과정이 존재하기 때문이다. 대중적으로 미국 J.D.를 "법학전문석사"나 일본에서는 "법무박사"로 번역하고 S.J.D.는 법학전문박사로 번역한다.
미국 로스쿨 J.D.는 미국 이민법상 박사과정(Doctorate Program)으로 분류되어 있으나 이는 학술박사라는 것은 아니고, 미국 사회통념상 M.D., D.D.S., 교육학 박사(EdD), 물리치료학 박사(DPT), 지도학박사(D.LEAD) 등은 학위 논문 절차(Dissertation)가 없는 전문박사 학위로 분류된다. 한국은 최근 로스쿨을 도입했기에 보다 엄밀한 의미로 로스쿨 제도상 국내 J.D.를 법학전문석사로 명명했다. S.J.D. 학위는 박사 학위로 보나 J.D. 학위는 석사와 박사 학위 중간 등급의 학위로 분류된다는 견해도 있고, J.D.를 석사와 박사 통합 과정으로 보아야 한다는 견해도 있고, 첫 법학 학위이므로 학사 학위로 보아야 한다는 견해도 있다. 일반적으로 S.J.D.과정이 존재하는 학교가 많고, Ph.D in Law 과정이 존재하는 대학이 많지 않으므로 S.J.D 를 법학박사로 보기도 한다. JD 학위 소지자는 LLM 과정에 지원이 가능하다. S.J.D. 과정 외국인 학생들을 가르치는 미국 교수들은 J.D. 학위만 있는데, 나중에 외국인 학생이 S.J.D.를 취득했다고 해서  J.D. 가 곧 법학박사가 되는 것은 아니다. 일본 법대의 경우에 조수논문을 써서 학사학위 또는 석사학위만 갖고 법학교수가 되는 경우가 있는데 이 법학교수들이 법학박사를 배출하고 있다. 법학박사인 제자를 배출한다고 곧 스승이 법학박사 소지자가 되는 것이 아님에 비추어 이해할 수 있다. J.D., M.D., D.D.S., EdD, DPT, D.LEAD 등의 전문대학원 학위는 논문을 요구하지 않아 일반 박사학위와는 성질이 다른 학위이기 때문에 J.D.를 Ph.D. in Law(법학박사)로 볼수는 없다. 비록 최근에 학위 논문을 요구하지 않는 Ph.D.가 미국에 증가하고 있지만 말이다. 미국 J.D.를 법학전문석사 학위로 보고 현재 예일 로스쿨에서만 제공하는 Ph.D. in Law를 법학박사 학위로 보는게 정확하다. 

### 입학 절차
J.D. 과정에 입학하기 위한 지원서류는 지원서(application form), 자기소개서(personal statement), 추천서(letter of recommendation), LSAT(Law School Admission Test, 법대입학고사) 성적과 학부 학업성적(GPA), 학부 성적표(transcript) 그리고 사정료(fee) 등이 필요하다. 듀크 대학교 등 일부 로스쿨들은 학부를 비영어권 대학에서 마친 경우 토플 점수 또한 요구한다. 경영대학원이나 의학대학원(메디컬 스쿨)의 입시과정보다 시험 점수와 학부 성적이 높은 비중을 차지한다. 예일, 시카고, 스탠퍼드 등 최상위권 로스쿨에 합격하려면 만점에 가까운 학부 GPA와 최소 상위 1%(99th percentile) 안에 드는 LSAT 점수가 필요하다.
외국에서 학부를 마친 경우 미국 로스쿨 지원시 학부 성적이 "average", "above average", "superior" 등의 등급으로 변환이 되며 LSAT 점수가 학부 성적보다 입시에 결정적인 역할을 한다.

### 교과 과정
미국 변호사 협회(ABA, American Bar Association)가 정한 지침에 따라 약 200개의 로스쿨이 미국과 캐나다에 운영 중이다. 변호사 협회 인가 조건 중 하나는 3년 JD 과정이다. 대부분의 주에서는 변호사 협회 인가를 받지 않는 학교 졸업생은 변호사시험 응시가 제한된다. 협회에서는 세밀한 부분까지 교과 과정을 통제하기 때문에 대부분의 로스쿨 교육 내용이나 운영 방식 선발 절차 등이 동일하다. 로스쿨 JD 1학년은 1L, 2학년은 2L, 3학년은 3L로 불리며 1L 과정에는 일반적으로 다음 6개의 기초 과목을 기본적으로 수강하게 된다.
- 헌법(Constitutional Law)
- 형법(Criminal Law)
- 민사소송법(Civil Procedure)
- 불법행위법(Torts)
- 계약법(Contracts)
- 재산법(Property)
- 법률문서 작성(Legal Research and Writing)

이외에도 대부분의 로스쿨에서는 1L 학생들도 선택과목(electives)을 수강할 수 있다. 또한 학교마다 1L 교과 과정 구성 및 여러 사항들이 다르다. 현재 하버드, 시카고대와 뉴욕대는 1L 필수 과목에 헌법이 없다. 뉴욕대는 재산법을 1L 선택과목으로 두고 있다. 하버드의 경우 유일하게 국제법이 1L 필수 과목에 포함되어 있다. 하버드, 뉴욕대를 포함한 일부 학교들은 "입법과 규제"(Legislation and Regulation)도 1L 필수과목으로 두고 있다. 또한 1L 학생들이 수강하게 되는 과목 수도 학교마다 다르다. 예를 들어 하버드 1L들은 12월에 네개의 기말고사를 치르나 컬럼비아와 뉴욕대 1L들은 세개만 치른다. 스탠퍼드와 시카고대의 경우 3학기 제도이다.
로스쿨의 교육 목표는 규칙을 많이 가르치는 것이 아닌 변호사처럼 생각하는 사고력을 기르는 것이다. 학생은 불확실성에 익숙해지고 한 가지 쟁점에 감정적으로 몰입되지 않고 모든 것에 질문하도록 훈련받는다. IRAC 방법으로 법률 문제를 분석한다.
- 주제(ISSUE)

사실과 관련 사항들은 무엇인가?
- 법률(RULE)

관련 법률은 무엇인가?
- 분석(ANALYSIS)

법률이 사실에 어떻게 적용되는가?
- 결론(CONCLUSION)

법원이 어떤 판결을 내렸는가?

### 수업 준비
수업진도표(syllabus)에 따라 진행하며 교과서인 판례집과 법령집을 읽고 분석하게 된다. 많은 학생들이 수업 전에 케이스들의 법적 이슈들을 IRAC 방식으로 정리하여 케이스 보고서(case brief)를 작성한다. 본인의 학습방식과 과목/교수 특성에 따라 케이스 보고서를 만들 필요가 전혀 없는 경우도 많다. 미국 로스쿨은 수업 중에 교수가 예고없이 학생에게 질문(cold-call)하여 학생과 문답하는 소크라틱 메소드로 교육하는 것으로 유명하다. 그런 이유에서 학생들은 수업 준비를 철저히 해야 한다.
학생들은 다양한 참고 서적을 사용하는데 다음이 대표적이다.
- 판례집(casebook)

실질적인 교과서이며 판례를 모아놓은 책이다. 수업 전에 정해진 부분을 읽고 이해하는 것이 일반적이다.
- 입문서(hornbook)

자세히 설명되어 있기 때문에 판례집과 강의로 이해가 안 되는 내용이 있을 때 찾아보면 도움이 된다. Examples & Explanations 시리즈가 대표적이다. 민사소송법 과목에서 특히 E&E가 유용하다. 과목과 교수 특성에 따라 전혀 필요가 없는 경우도 많다.
- 판례 요약서(case brief outline)

판례집의 주요 내용과 법적 이슈를 IRAC 방식으로 단순하게 요약한 것이다. 판례집의 주요 판례를 요약해 놓았다. 대표적인 판례 요약서로는 Emanuel과 Gilbert에서 출판된 것이 있다.

### 시험
보통 학기말의 기말고사로 성적이 결정되며 모든 학교에서는 상대평가를 실시한다. 이로 인해 경쟁이 매우치열하며 학업 스트레스도 심하다. 시험은 대부분 가상 시나리오(hypothetical)에서 법률 이슈를 찾아내어 분석하는 이슈 스포터(issue spotter)와 법을 비판적 시각으로 분석하고 정책 문제(policy question)를 다루는 논술이며 많은 학교에서 개인 노트북을 이용해 시험을 친다. 부정행위를 막기위해 특수 소프트웨어를 사용한다.

### 성적
1학년 과정 성적은 과목별로 보통 단 한 번의 기말고사로 결정나며, 모든 학교에서는 상대 평가로 실시되고 예일, 시카고, 스탠퍼드 (YCS) 등 최상위권 학교들을 제외한 대부분의 학교에서는 GPA와 석차가 매겨진다. 이때 성적이 2학년 후 여름 인턴십과 졸업 후 취직에 지대한 영향을 미치므로 학생들은 필사적으로 열심히 공부한다. 학습량도 아주 많고 수업 강도도 높다. 최상위권 학교의 2, 3학년들은 대부분 이미 취업이 결정난 상태라 판사나 학자가 되고자 하지 않는 이상 비교적 공부를 덜 한다. 그러나 하위권 학교의 2, 3학년들은 취업과 변호사 시험 스트레스에 시달리는 경우가 많다.

## LL.M. (Master of Laws), 1년
가장 일반적인 미국 로스쿨 학위는 3년간의 정식 로스쿨 과정을 거치면 주어지는 JD(Juris Doctor) 과정이며 일부 학교에서는 대학원 학위과정인 LLM 과정을 두 종류로 나누어서 운영하기도 한다. 이 경우 일반 LLM은 해외에서 법을 공부한 학생들이 미국 로스쿨에서 공부해보고자 할 때 입학하며 세부 분야 LLM은 JD 졸업 후 세부 분야를 더 심도있게 공부하고자 하는 미국 학생들이 취득한다. 또한 세부분야 LLM을 운영하지 않고, 일반 LLM만 운영하면서 JD 학위 소지자의 지원을 받는 학교도 있다. 다만 통계상 대부분의 학교는 미국인 및 JD학위 소지자의 LLM 지원을 금지하고 있으니 주의해야 할 것이다. "법학석사"라고 보통 번역하며 일반 LLM의 경우 외국에서 법학을 전공한 사람들을 위한 1년 과정이다. 스탠퍼드 로스쿨, UC 버클리 로스쿨, 펜실베이니아 대학교 로스쿨, 버지니아 대학교 로스쿨, 듀크 대학교 로스쿨과 노스웨스턴 대학교 로스쿨의 경우 공식적으로 일반 LLM 과정을 외국에서 법학위를 취득한 사람들을 위한 과정으로 규정하고 있다. 한국의 법조인들이 5년 이상의 실무경험을 마치고 안식년 개념의 미국 연수로 많이 가는 과정이다. LLM 과정에 입학하려면 법학 학위, 법학부/대학원 성적증명서, 토플 점수가 있어야 한다. 앨라배마주, 뉴욕주, 캘리포니아주, 뉴햄프셔주와 팔라우에서는 외국 법률가가 LLM 취득 후 변호사 시험에 응시할 수 있고 알래스카주, 컬럼비아 특별구, 매사추세츠주, 미주리주, 펜실베이니아주, 로드아일랜드주, 테네시주, 텍사스주, 유타주와 웨스트버지니아주에서는 LLM 졸업 후 고국에서의 변호사 경력이 있고 미국 변호사 협회 인가 받은 로스쿨에서 일정한 양의 수업을 들었다면 변호사 시험에 응시할 수 있고 애리조나주, 플로리다주, 조지아주, 뉴저지주와 노스캐롤라이나주에서는 JD가 있어야만 변호사 시험에 응시할 수 있다.
일반 LLM이 외국인 전용인 반면에 세부 분야 LLM은 미국 로스쿨 JD 졸업생들도 특정 세부 분야를 더 심도있게 공부해야할 때 지원한다. 뉴욕 대학교 로스쿨과 조지타운 대학교 법학센터의 세법 LLM(Tax LLM)이 대표적이다. 미국에서는 세법 전문 변호사가 되려할 때 세법 LLM이 유용하다. 세부 분야 LLM도 1년 과정이다.

## M.C.L. (Master of Comparative Law), 1년
M.C.L.(혹은 LL.C.M.)은 비교법학석사 학위이다. LLM을 마쳤고 비교법학을 더 공부하고 싶은 외국인 법률가들을 위한 1년 과정이다. 일부의 로스쿨만 이 학위과정을 제공한다.

## S.J.D. (Doctor of Juridical Science)
"법률과학 박사"를 의미하는 SJD 학위는 대부분의 경우 LLM 학위를 취득한 이들에 한해서만 입학이 가능한 과정이다. 소수의 로스쿨들의 경우 JD 출신의 JSD 과정에 대한 지원을 허용하고 있다. SJD를 노리고 있다면, JD로 지원함에 주의해야한다. JD 취득 후 JD학위자의 LLM 및 SJD 지원을 허용해주는 학교로 가기위해 멀리 있는 다른 주로 이주해야하는 상황이 발생할 수 있기 때문이다. 해외학생이 고국이나 미국의 학계에 진출하기 위해서 밟게 되는 최종 과정이 SJD 과정이다. 아울러 대부분의 학교에서는 미국인 및 JD 학위자의 LLM 지원을 금지한다. 따라서 현재 SJD 학생들은 거의 모두 외국 학생들이다. 아울러 SJD 과정이 존재하지 않는 학교가 통계상 더 많으니 LLM지원 시 SJD과정이 있는지 미리 검토해야 할 것이다. SJD 과정은 실무보다는 순수한 학문을 위한 과정이며 법학의 실무적 접근 방식인 JD 학위와 다르게 학술 논문 작성을 위한 과정이다. 따라서 JD를 취득하면 모든 주에서 변호사시험 응시가 가능하나, SJD 취득자는 그런 혜택을 부여 받지 못한다. 미국 학생이 JD 졸업 후 학계에 진출하려 할 때 SJD는 필요하지 않으며 JD만으로도 충분하나 학위를 더 따는 경우에는 경제학, 정치학, 역사학 등의 다른 분야 PhD를 취득하는 편이다. 법학 교육은 실무에 중점을 두고 있고 법학계에서는 다른 학문과의 접목(interdisciplinary approach)을 강조하기 때문에 대부분의 미국 로스쿨 교수들은 JD 혹은 JD의 모태 LLB나 다른 분야 PhD를 최종학위로 소지하고 있다. SJD 학위는 미국에서 박사 학위로 인정받고 보통 한국에서 "법학 박사"라고 번역하나 이 학위는 주로 외국 법학자들이 취득하는 학위이고 2013년부터 예일 로스쿨에서 PhD in Law(법학 박사) 학위과정을 제공하고 있다는 점에서 SJD를 "법학 박사"로 번역하기에도 애매하다. 한국 학생이 유학 후 귀국하여 국내 대학에서 법학교수가 되고자 할 경우에 SJD 과정을 이수하는 것이 일반적이다. 미국에서는 SJD로 취업이 거의 불가능하기 때문이다. 한편, J.D. 학위로도 한국에서 교수로 임용되는 경우도 다수 있다(주로 외국법 담당).

## Ph.D. in Law, 3년
2013년부터 예일 로스쿨에서 법학 박사(Ph.D. in Law) 과정을 운영하고 있다. 미국 JD 졸업생들 중 학계에 진출하고 싶고 경제학, 정치학 등의 다른 분야에서 박사 학위를 취득하기 보다 법을 연구하여 법학 박사 학위를 취득하고 싶은 사람들을 위한 과정이다. 현재 예일에서만 제공하고 있으며 예일에도 주로 외국인들이 입학하는 LLM과 SJD 과정이 있다.

## 상위 14 로스쿨
JD 과정의 경우, 미국 변호사 협회가 인정한 202개 로스쿨 가운데 《U.S. 뉴스 & 월드 리포트》 순위를 기준으로 최상위 14개 로스쿨을 Top 14이라 하여 최고 명문 로스쿨로 인정하는데, 이들 14개 로스쿨이 항상 상위 14위까지를 차지하고, Top 14 내에서만 순위변화가 있을 뿐 다른 로스쿨이 Top 14 내에 진입하는 경우는 없기 때문이다. 
1 예일 로스쿨

1 스탠퍼드 로스쿨

3 시카고 로스쿨

4 펜실베이니아대학교 로스쿨

5 듀크대학교 로스쿨

5 하버드 로스쿨

5 뉴욕대학교 로스쿨

8 컬럼비아 로스쿨

8 버지니아대학교 로스쿨

10 UC 버클리 로스쿨

10 미시간대학교 로스쿨

10 노스웨스턴대학교 로스쿨

13 코넬대학교 로스쿨

15 조지타운대학교 로스쿨

《U.S. 뉴스 & 월드 리포트》 최신 순위

## 변호사 시험
JD 졸업 후 각 주별 변호사 시험을 치른다. 많은 학생이 바브리(Barbri)라는 사설 학원에서 변호사 시험을 준비한다. 일반 LLM을 졸업한 외국 학생들은 변호사 시험을 볼 수 있는 주들이 제한된다. 예일, 시카고, 스탠퍼드 등의 최상위권 로스쿨 JD 학생들의 주별 변호사 시험 합격률은 보통 95% 이상이다. 한국과 다르게 미국 로스쿨 제도에서 변호사 시험은 중간 정도하는 학생을 합격시키는 역할을 한다. 캘리포니아주의 변호사 시험이 가장 어렵다.

## J.D. 졸업 후 진로
JD 취득 후 보통 로펌, 사법부, 정부기관, 기업 혹은 비영리 단체에서 일한다. 졸업후 대형 로펌(biglaw) 취직이나 연방 판사보좌관(federal clerkship) 임용이 가장 많이 선호되고 따라서 JD 학생들 간에 경쟁이 매우 치열하다. 일부 로스쿨 JD 졸업생들은 경영 컨설팅이나 투자금융에 진출하기도 한다. 예일, 시카고와 스탠퍼드는 연방 로클럭(Federal Clerkship)에 취업하는 비율이 높긴 하나, 그 외에도 컨설팅, 투자금융, 사업 등 졸업생들의 선택이 다양하다. 예일 졸업생들은 유난히 학계로 많이 진출한다. 한편, 2015년~2021년 시카고 로스쿨 졸업생 기준 약 11%가 매출 순위 'Top 10' 미국 로펌에 근무하고 있는데, 이는 예일, 스탠포드, 하버드를 압도하는 수치로써 일류 로펌 취업비율은 미국 로스쿨 중 독보적인 1위인 것으로 조사되었다.

### 로펌
전국적인 대형 로펌(biglaw)과 지역적인 중소형 로펌 그리고 송무(litigation), 세금, 지적재산권이나 경쟁법(antitrust) 등 특정 분야 전문 소규모 부티크(boutique) 로펌으로 구분할 수 있다. 대형 로펌들이 보수가 높고, 이직시 옵션(exit option)이 좋아 일반적으로 가장 많이 선호된다. 송무나 지적재산권 분야 소규모 부티크 로펌들은 보수가 가장 높고 입사초기부터 흥미롭고 어려운 일들만 하게 되나 규모가 작아 들어가기가 가장 어렵고 특정 분야를 전문으로 하는 로펌들이라 업무 분야가 제한적이다. 미국의 대형 로펌들은 대체적으로 전세계에 사무소를 두고 있어 본사 외에 해외 사무소에서 근무할 수도 있다. 대형 로펌 취직시 대부분 송무 혹은 기업자문(corporate) 업무에 종사한다. 미국 로스쿨 한인 유학생들은 일반적으로 국제적인 업무를 할 수 있는 뉴욕 대형 로펌으로 취업해서 기업자문 업무를 한다. 로스쿨 졸업 후 미국 대형 로펌에 어소시엇(associate) 변호사로 입사하게 될 경우 보통 연봉(salary) 19만 달러(현 환율 기준 한화 약 2억1천만원)와 1만5천 달러의 보너스로 시작한다. 근무 년한에 따라 연봉과 보너스가 증가한다. 파트너(partner) 변호사로 승진하게 될 경우 버는 돈의 양이 급격히 크게 상승한다.
리쿠르팅은 주로 2학년 학생들을 대상으로 하는 여름 온캠퍼스 인터뷰(OCI)를 통해 이뤄진다. 온캠퍼스 인터뷰에 참여하는 로펌의 수는 학교 마다 다르다. 2학년 1학기가 시작하기 바로 전에 진행되는 이 OCI에서 취업에 성공하지 못한 경우에도 학기 중에 다양한 로펌들에게 따로 연락(매스메일; mass mail)하여 취업에 성공할 수 있다. 공식적으로 이 여름 OCI를 통해 학생들이 받는 로펌 오퍼는 2학년 마치고 여름에 일하러 오라는 섬머 인턴변호사(summer associate) 오퍼이다. 허나 대부분의 로펌들이 모든 섬머들에게 졸업하고 정식 변호사(full-time associate)로 오라는 오퍼를 주기 때문에 사실상 섬머 오퍼를 받은 2학년들은 취업을 한 셈이다. 대형로펌 섬머는 대체적으로 10주를 일하고 $35,000를 번다.
2학년 때 OCI로든 매스메일링으로든 취업에 성공하지 못했다고 해서 대형로펌 취업의 문이 닫힌 것은 아니다. 3학년들에게도 취업의 기회가 있다. 3학년들도 섬머했던 곳에서 풀타임 오퍼를 받았으나 다른 로펌으로 바꾸기 위하여, 혹은 2학년 OCI에 실패했기에 다시 대형로펌 취업에 도전하기 위하여, 혹은 여름에 일했던 로펌에서 오퍼를 받지 못했을 경우 여름 OCI에 참여한다. 물론 3학년 OCI는 2학년 OCI보다 참여하는 로펌 수가 훨씬 적고 뽑는 인원도 적기 때문에 훨씬 어렵다. 이미 풀타임 오퍼를 받았으나 3학년 OCI를 통해 다른 로펌으로 옮기려는 경우는 성공확률이 높은 편이나 2학년 OCI에 실패했다가 재도전하는 경우 3학년 OCI로 대형로펌에 취업할 가능성은 희박하다.

### 판사보좌관(재판연구관)
많은 학생들이, 특히 주로 송무 분야로 가는 학생들이, 졸업 후 1년간 주나 연방 법원 판사 밑에서 판사보로 일한다. 학생들이 판사들에게 개별적으로 지원하여 기회를 구하고 한명의 판사 밑에서 일한다. 1년간 연방 항소 법원 판사보로 일하면 법원 실무의 많은 것을 배우고 중요한 인맥을 쌓기도 할뿐더러 로펌에서 일할 때 클럭십 보너스(clerkship bonus)를 받는다. 연방 대법원 대법관의 판사보가 되는 것은 극도로 어려워 오로지 최상위권 로스쿨의 최상위권 학생들만이 임용된다. 윌리엄즈 앤 코놀리 등 송무로 유명한 많은 로펌들은 입사하게 되는 학생들에게 1년간 연방 판사보로 일할 것을 요구하거나 권한다. 판사가 되려면 필수사항이고 로스쿨 교수가 되는데에도 경제학, 정치학, 역사학, 수학 등 타 학문 박사학위가 있지 않는 한 필수이다. 외국 학생들은 연방 법원에서 일할 수 없다.

### 공직
정부기관 (법무부, 증권거래위원회, 국무부 등), 검사 등. 정부기관들도 온캠퍼스 인터뷰를 통해 주로 채용한다.

### 공익 변호사(Public Interest)
일부 학생들은 공익 변호사가 된다. American Civil Liberties Union, Institute for Justice, Brennan Center for Justice 및 유명 공익 변호사/법학자 브라이언 스티븐슨이 이끄는 Equal Justice Initiative 등 다양한 공익 법무기관들이 있다.

### 기업 사내 변호사(in-house counsel), 법무 자문위원(general counsel)
로펌에서 어소시엇 변호사로 근무하다가 기업 법무팀에 사내 변호사로 이직하는 경우가 많다. 로펌 파트너 변호사는 기업이 법무팀의 대표변호사(Chief Legal Offier) 자리인 법무 자문위원(general counsel)으로 영입하는 경우가 많다.

### 학계
학계 진출은 연방 판사보(federal clerkship) 경험은 기본이고 경제학, 정치학, 역사학 등의 다른 분야 석사나 박사 학위가 없이는 힘든 실정이기는 하나 최상위권 로스쿨에서 우수한 성적으로 JD 과정을 졸업한 학생들 중 일부가 연방 판사보 과정만 거치고 로스쿨 교수로 임용되기도 한다.

### 경영 컨설팅
맥킨지 & 컴퍼니, 베인 & 컴퍼니, 보스턴컨설팅그룹도 예일, 하버드, 스탠퍼드 등 최상위권 로스쿨에 면접하러 온다. OCI 외에 학생들이 개별적으로 연락하여 컨설팅에 취업하는 경우도 있다.

### 투자 금융
골드만 삭스, 바클레이즈, 크레디드 스위스 등 투자 금융 회사들 또한 최상위권 로스쿨 학생들을 채용한다. 하버드 로스쿨에는 해마다 투자 금융 회사들의 온캠퍼스 인터뷰 주(Finance Interview Week)가 로펌 OCI 후에 진행된다.

### 기타
사모펀드, 벤처 캐피털, 헤지펀드, 사업, 로펌 개업

## 같이 보기
- 세계의 로펌
- 법학전문대학원
- 대한민국의 법학전문대학원